# Chocolate Milk
Chocolate Milk är den amerikanska musikduon Charles & Eddies andra studioalbum och gavs ut den 15 augusti 1995 av skivbolaget EMI.

## Låtlista
1. Keep on Smilin'
2. Jealousy
3. 24-7-365
4. Wounded Bird
5. Peace of Mind
6. Sunshine & Happiness
7. Smile My Way
8. She's So Shy
9. I Can't Find the Words
10. Little Piece of Heaven
11. Dear God
12. To Someone Else
13. Zarah
14. Your Love
15. Best Place in the World
16. Goodbye Song